# Knapptåg
Knapptåg (Juncus conglomeratus) är en flerårig ört tillhörande familjen tågväxter.

## Beskrivning
Plantan blir 30 till 100 centimeter hög och växer i tuvor. Blommar mellan juni och juli. Bladen liknar strå som vart och ett har 10 till 30 längsgående räfflor.
Stråets märg är porös med  många små, luftfyllda blåsor.

## Habitat

### Utbredningskartor
- Norden
- Norra halvklotet

Finns på några lokaler i östra Nordamerika, men är troligen inte ursprunglig där.

## Biotop
Växer i våtmarker, kärr och i vissa strandområden.

## Användning
Torkade strån är sega, och kan användas för flätning av stolsitsar och mattor. Flätverk kan vara flythjälp vid simning.
Märgen kan användas som lampveke.

## Etymologi
- Conglomeratus, gyttrad, är härlett från latin conglumerare = nysta samman, och avser blomställningen.

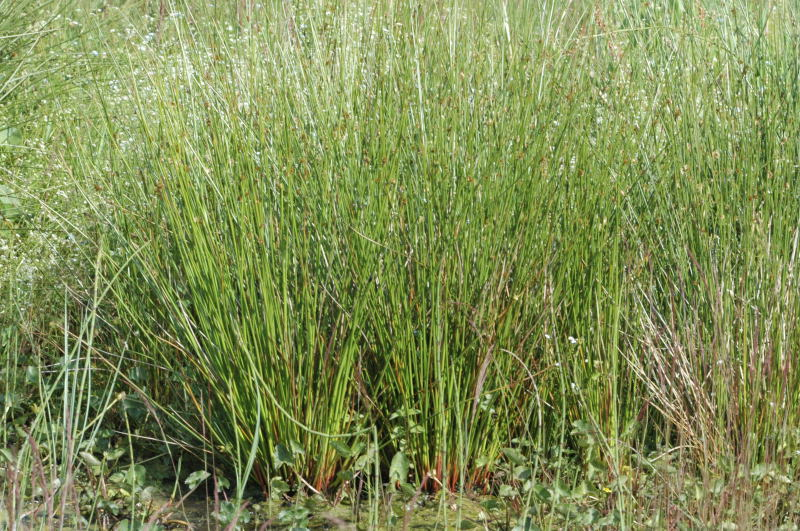
Tuvor av knapptåg